# جيف سميث
جيف سميث (بالإنجليزية: Jeff Smith)‏ (و. 1967 – م) هو سياسي، من الولايات المتحدة الأمريكية، ولد في بلوفر، هو عضوٌ في الحزب الجمهوري.

## مناصب
تولى منصب عضو مجلس نواب ولاية ايوا (2010–2014).

## التعليم
تعلم في جامعة ولاية آيوا.